# U 72 (U-Boot, 1916)
U 72 war ein deutsches Unterseeboot der Kaiserlichen Marine im Ersten Weltkrieg.

## Bau und Bewaffnung
U 72 gehörte zur Serie U 71–U 72 und zählte zusammen mit U 71 sowie U 73–U 80 zum Kriegsauftrag „E“, einer Reihe von Minenlegern konstruierten Booten. Das Boot lief am 31. Oktober 1915 auf der Werft A.G. Vulkan in Hamburg vom Stapel. U 75 bis U 80 wurden ebenfalls bei der Vulkan-Werft in Hamburg, U 73 und U 74 dagegen auf der Kaiserlichen Werft Danzig gebaut.
Neben zwei Torpedorohren und einem Deckgeschütz besaß U 72 im Heck zwei Minenschächte, durch die bis zu 38 Minen ausgesetzt werden konnten.

## Einsätze
Kommandanten des U-Bootes waren Ernst Krafft (28. Januar 1916 – 17. Juli 1917), Johannes Feldkirchner (18. Juli 1917 – 5. November 1917), Erich Schulze (6. November 1917 – 31. Dezember 1917) und Hermann Bohm (1. Januar 1918 – 31. Oktober 1918).  	
U 72 war von April bis September 1916 der I. U-Flottille und danach der U-Flottille Pola zugeordnet.
U 72 führte während des Ersten Weltkrieges sieben Operationen in der Nordsee und im Mittelmeer durch. Dabei wurden durch von dem Boot ausgelegte Minen insgesamt 18 zivile Schiffe der Entente und neutralen Staaten mit einer Gesamttonnage von ca. 38.571 BRT versenkt. Das größte davon war der italienische Passagierdampfer Palermo mit 9.203 BRT am 2. Dezember 1916 auf deren Fahrt von New York nach Genua. Am 7. September 1916 lief das britische Frachtschiff Achaia (2.733 BRT) auf eine von U 72 gelegte Mine vor Oran und sank. Dabei gingen auch drei britische Motorboote verloren, die sich an Bord der Achaia befanden (Allegro, Doreen and Griffin mit jeweils 7 bis 9 BRT).

## Verbleib
Das U-Boot wurde am 1. November 1918 von der eigenen Mannschaft gesprengt, nachdem es den Hafen der montenegrinischen Stadt Kotor hatte verlassen müssen. Es sank etwa auf der Position 42° 30′ N, 18° 41′ O.
Im Juni 2009 wurde das Wrack von einer US-amerikanisch-montenegrinischen Forschergruppe auf dem Forschungsschiff Herkules ausfindig gemacht. Die Koordinaten wurden nicht veröffentlicht, um keine Plünderer anzuziehen.